# Bradysia picea
Bradysia picea là một ruồi trong họ Sciaridae, thuộc chi Bradysia. Loài này được Rubsaamen miêu tả khoa học đầu tiên năm 1894.